# Col de Sarenne
Col de Sarenne er et bjergpas med en højde på 1.999 m.o.h., der går fra en sidedal til Romanche-dalen til Alpe d'Huez. Passet krydses fra Alpe d'Huez via vejen Route du Col de Sarenne. Fra sidedalen Sarenne-dalen (Fransk: Vallée de la Sarenne) fra byen Mizoén giver passet adgang til Alpe d'Huez.
I samme kløft - som vejen til passet følger - løber en flod ved navn La Sarenne. En berømt skipiste "Sarenne" i skiområdet Alpe d'Huez følger et langt stykke floden Sarenne. La Sarenne udspringer ved smeltevandet fra gletsjeren Glacier de Sarenne. Gletsjeren er de senere år blevet væsentligt mindre. Alene i 2011 forsvandt 4 meters tykkelse fra gletsjeren.

## Galleri
- Sidste skilt med stigningens data set fra opkørslen på 'bagsiden' af Alpe d'Huez
- Bjergvejen til Sarennepasset

## Tour de France
Passet var en del af 18. etape i 2013.